# La Biffe
La Biffe est le témoignage de Jacques Meyer sur sa vie en première ligne pendant la Première Guerre mondiale, en septembre-octobre 1915 et en juin-juillet 1916. Cette œuvre historique et littéraire, publiée en 1928, fait partie des récits considérés comme les plus authentiques de la Première Guerre mondiale.

## Contexte historique
En juillet 1914, Jacques Meyer vient d'être reçu à l'École normale supérieure. Le risque d'invasion de Paris par l'armée allemande le pousse à devancer l'appel de sa classe d'âge et à s'engager pour 5 ans le 8 octobre 1914. Incorporé le lendemain, sous-lieutenant à titre temporaire le 26 janvier 1915, il passe au 129e régiment d'infanterie à partir d’avril 1915, puis le 28 septembre 1915 est affecté sur sa demande au 329e régiment d'infanterie dont la plupart des officiers supérieurs ont été tués la veille par un bombardement d'artillerie. Ces régiments sont en opération en Champagne, à l'Est de Reims vers Somme-Py.
Le récit des combats de septembre-octobre 1915 dans cette zone occupe la première partie de l'ouvrage. La seconde partie relate la vie de la compagnie de J. Meyer au cours de la Bataille de la Somme en juin-juillet 1916, zone vers laquelle son régiment a été dirigé quelques semaines plus tôt.

## Le titre
La biffe désigne originellement un drap rayé en travers ou biffé, puis, par extension en argot, le sac du chiffonnier. Celui qui porte ce sac est un biffin. Par une nouvelle extension, à la fin du XIXe siècle et plus fréquemment au début du XXe siècle, ce terme désigne le soldat d'infanterie, le fantassin, muni d'un sac à dos en toile. Enfin par synecdoque l'expression La biffe permet de nommer l'Arme de l'infanterie ou n'importe laquelle de ses unités ou même la masse indistincte des combattants à pied, sans spécialité.
Selon le contexte, le terme biffe et son dérivé biffin peuvent révéler de l'empathie ou du mépris. C'est bien pour marquer son respect pour les soldats de son arme que Jacques Meyer utilise La Biffe comme titre, choisi semble-t-il, lors d'une réunion des anciens du 329e régiment d'infanterie.

## Analyse de l’œuvre
Comme Maurice Genevoix et plusieurs autres combattants de la Grande Guerre, J. Meyer a noté au jour le jour ce qu'il avait vu et fait. Il a utilisé à cette fin son carnet de route, le « carnet à souche de six sous, que détient chaque chef de section », et il a pris ces notes « pour pouvoir reconstituer dans l'avenir, s'il devait y en avoir un, quelques-unes de [ses] sensations les plus intenses ». De ce matériau-mémoire, il a tiré trois livres, récits portés par l'exigence de la vérité et le respect pour les camarades disparus : Ce qu'on voit d'une offensive, paru en 1918, La Biffe, en 1928 et La guerre, mon vieux... en 1930.
C'est donc pour rendre hommage à l'Infanterie que J. Meyer regroupe dans La Biffe une partie de ses carnets des combats de 1915 en Champagne et de ceux de juin-juillet 1916 lors de la bataille de la Somme. En exergue à l'avant-propos, il dédie son livre en premier lieu « à la mémoire de mes camarades de la 23e [compagnie] du 329 [régiment d'infanterie], le sous-lieutenant Marcel Sauvaget, [...] tué à Estrées le 1er août 1916 et le lieutenant René Sermantin, [...], mort à l'hôpital de Maxéville en septembre 1918 », puis « à tous mes bonhommes ». Ces « bonhommes » comme ils se qualifient eux-mêmes, ces soldats de Normandie « qui accomplirent leur humble et misérable tâche dans l'inconscience absolue de leur propre grandeur » (J. Meyer). 

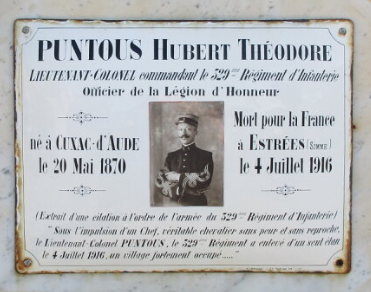
Au Lt Col. H. T. Puntous.

L'auteur rend aussi un hommage plus discret mais permanent au chef de corps, le lieutenant-colonel Puntous dit Barca, mort pour la France sur le champ de bataille à Fontaine-lès-Cappy (Somme) le 4 juillet 1916. A plusieurs reprises, le jeune commandant de compagnie note, et fait désormais partager à ses lecteurs, la clarté et l'efficacité des ordres du commandant du 6e bataillon du 329e RI depuis septembre 1914, promu commandant du régiment le 27 septembre 1915 à Tahure (Marne) en remplacement du Lt colonel Ricour, tué au combat. « Et ne trainez pas si vous ne voulez pas vous faire marmiter » (6 octobre 1915, p. 89). Quelques mois plus tard « Barca, et sa cravache, et son coup de gueule, n'est plus qu'un pauvre corps meurtri, et sans doute agonisant » (6 juillet 1916, p. 204).
Bien que ne représentant qu'un tiers de l'ouvrage, l'assaut sur Estrées, sur la route d’Amiens à Saint-Quentin le 3 juillet 1916, depuis sa préparation, jusqu'à la blessure de l'auteur trois jours plus tard, en reste le récit de le plus intense. La sobriété de la description des événements rend les scènes plus vivantes qu'une accumulation de détails morbides.

## Accueil de la critique
Dès sa sortie, La Biffe reçoit de la critique un accueil généralement très favorable insistant sur la simplicité et l'authenticité des récits.
Le 24 novembre 1928, Le Figaro publie un court passage de l'ouvrage qu'il commente ainsi :

« Sous le titre La Biffe, M. Jacques Meyer, grand blessé de guerre et ancien lieutenant d'infanterie, publie chez Albin Michel un livre émouvant et véridique où il a retracé la vie d'une compagnie du 329e d'infanterie pendant la guerre. »

Le mois suivant, le journaliste Maurice Randoux, lui-même lieutenant pendant la guerre, met en avant

« des mots simples qui fuient la littérature, sincères qui renient le bourrage de crâne, directs qui font voir les choses et toucher la misère, du combattant des tranchées. […] Les visions de sang, de douleurs, de carnages, n'ont pas tué en Jacques Meyer une âme d'artiste, qui trouve, jusque dans les plus effrayants spectacles des symphonies de couleurs et de lumières d'une inoubliable grandeur. »

En janvier 1929, l'essayiste Jacques Tersane juge que « Dans une langue sobre et parfaite, avec une simplicité de moyens qui est proprement le miracle de l'art, Jacques Meyer nous restitue la tragique misère du "biffin" […] Et à peine paru La Biffe connait un succès éclatant. ».
Ce succès ne faiblit pas, comme le confirme cinq ans plus tard ce visiteur d'Albin Michel, l'éditeur comblé par ses auteurs :

« Nous sommes au premier étage de la puissante maison de la rue Huyghens. A portée de la main de l'éditeur [Albin Michel en personne], quelques-uns de ses plus gros succès : Les Romain Rolland, la série complète des Dorgelès, la Biffe de Jacques Meyer [...] »

## Postérité
Il semble que La Biffe n'ait pas été réédité depuis les années 1940, probablement éclipsé par les autres publications de Jacques Meyer sur la Première guerre mondiale :
- avec André Ducasse et Gabriel Perreux (préf. Maurice Genevoix), Vie et mort des Français (1914-1918), Paris, Hachette, 1959, 508 p. Réédité par Hachette en 1962 et 1968, 550 p. Nouvelle édition : André Ducasse, Jacques Meyer et Gabriel Perreux (préf. Maurice Genevoix), Vie et mort des Français (1914-1918) : simple histoire de la grande guerre, Genève, Famot, 1978, 540 p.
- Le 11 novembre, Paris, Hachette, coll. « L’histoire par l’image », 1964, 159 p.
- La vie quotidienne des soldats pendant la grande guerre, Paris, Hachette, 1967, 381 p. Réédité en 1971 sous le même titre par Hachette et par Le Grand Livre du Mois, 373 p. Réédité en 1996 sous le titre Les soldats de la Grande guerre par Hachette  (ISBN 2-01-235252-9) et par Le Grand Livre du Mois, 373 p.